# Marie Vidailhet
Marie Vidailhet est une neurologue et professeure de neurologie française née à Toulouse.
Elle a mené des études sur la physiopathologie de mouvements anormaux (dystonies, tremblements), focalisant sur les circuits cerebello-thalamo-cortical[Quoi ?] etstriato-cortical[Quoi ?] . Elle reçoit le prix Prix Mémain-Pelletier, décerné par l'Académie des Sciences, en 2021.

## Biographie
Marie Vidailhet est née à Toulouse.

## Parcours professionnel
Lors de son entrée dans les études et alors que Marie Vidailhet se prédestine à devenir ingénieure, elle choisit médecine par défi et se spécialise en neurologie lors de son intégration au sein de ce service dans lequel elle dit y avoir un « coup de foudre ». Elle exerce sur la région parisienne dans un premier temps à l'hôpital Saint-Antoine (de 1987 à 1997) avant de rejoindre l'hôpital de la Pitié-Salpêtrière et son Institut du cerveau et de la moelle épinière avec son équipe depuis 1997,. Ses activités neurologiques en tant que praticienne l'amènent à prendre des postes importants devenant ainsi vice-Présidente du conseil scientifique de 2006 à 2013 et cheffe de service de la Fédération de neurologie, tout en dispensant des cours universitaires.
Marie Vidailhet est membre du comité éditorial de la revue scientifique médicale The Lancet Neurology. En 2002, elle fait partie des experts ayant collaboré à la Revue de Médecine interne, remerciés par le comité de rédaction pour « la rigueur et l’objectivité de leurs analyses, faites
avec compétence et efficacité dans les délais requis ».
Marie Vidailhet est régulièrement interrogée ou citée par les médias francophones,,,, en raison de son expertise des troubles du mouvement,. En 2011, elle co-signe avec les Pr Yves Agid, André Nieoullon et Pierre Pollak une tribune dans Le Monde plaidant pour la mise en place d'un plan national Parkinson. 

## Prix et distinctions

### Prix
- Elue membre correspondant de l'Académie nationale de Médecine en 2014[14], puis élue titulaire en 2023[15].
- Prix Mémain-Pelletier Fondation de l'Institut de France 2021[16],[17] décerné par l'Académie des Sciences pour ses travaux sur la physiopathologie des mouvements anormaux[12]. A cette occasion, The Lancet dresse son portrait[1].
- Elue membre honoraire 2022 de l’International Parkinson and Movement Disorder Society[18], pour ses travaux sur la maladie de Parkinson et les troubles du mouvement.

### Décorations
- 2011 :  Chevalière de la Légion d'honneur[19].
- 2023 :  Officière de l'ordre national du Mérite[20]

## Publications
- Marie Vidailhet, « La toxine botulique en Neurologie », La Revue de Médecine Interne, vol. 26, no 7,‎ 1er juillet 2005, p. 531–533 (ISSN 0248-8663, DOI 10.1016/j.revmed.2005.04.035, lire en ligne, consulté le 31 août 2023)
- Luc Defebvre, Marc Vérin et Carole Fumat (préf. Marie Vidailhet), La maladie de Parkinson, Elsevier Masson, coll. « Monographies de neurologie », 2015 (ISBN 978-2-294-74232-3)